# Oscar Downstream
Oscar Downstream este o companie de comerț cu produse petroliere din România. Este cea mai mare companie petrolieră din România neafiliată unui nume internațional, și este una dintre primele companii care au introdus sistemul stațiilor de incintă care permit alimentarea marilor consumatori exact în zonele unde își desfășoară activitatea. Acționarii companiei sunt Alin și Costina Niculae care dețin 95%, respectiv 5% din acțiuni.
Oscar Downstream este dezvoltată în jurul a trei activități: alimentarea clienților mari (prin contracte câștigate predominant la Bursa de Mărfuri), a clienților medii (în general stații de distribuție carburanți independente sau de grup, dar în afara marilor rețele) și utilizatori finali (clienți cu flote proprii, precum compania de transport Edy Spedition, care folosesc serviciul Diesel Point și rețeaua de stații proprii Oscar Downstream DIESELpont Access). Oscar Downstream concurează cu diviziile de trading ale marilor companii petroliere din România, precum Petrom, Rompetrol sau Lukoil.
Având o activitate centrată pe segmentul B2B (business to business) începand cu anul 2016 Oscar Downstream a intrat și pe segmentul de retail lansându-și propria rețea de franciză sub brandul RO.
Cifra de afaceri:
- 2014: 429 milioane euro[5]
- 2007: 140 milioane euro[3]
- 2006: 60 milioane euro[2]